# Erocha mummia
Erocha mummia är en fjärilsart som beskrevs av Pieter Cramer 1779. Erocha mummia ingår i släktet Erocha och familjen nattflyn. Inga underarter finns listade i Catalogue of Life.